# 小行星3273
小行星3273（3273 Drukar）是一颗绕太阳运转的小行星，为主小行星带小行星。该小行星于1975年10月3日发现。
該小行星以東斯拉夫印刷商伊凡·弗德拉夫命名，「Drukar」一詞在烏克蘭語和古俄語裡的意思是「印刷商」。

## 轨道参数
小行星3273的轨道半长轴为3.4049418 UA，离心率为0.032。